# Can Mainou (Fogars de la Selva)
Can Mainou és un mas, a mig camí dels nuclis d'Hostalric i Ramió (la Selva), catalogat a l'Inventari del Patrimoni Arquitectònic de Catalunya.

## Arquitectura
Es tracta d'un edifici aïllat de tres plantes i coberta de doble vessant a laterals situada dalt d'un turonet. La construcció de l'edifici és a base de granit, sorrenca i rajola i les façanes són de pedra vista.
La façana consta d'un gran portal amb llinda monolítica horitzontal, una finestra de llinda d'arc conopial, dues finestres de mida mitjana, una gran i estreta finestra balconera i dues finestres d'arc rebaixat de rajola a la part central de les golfes.
D'aquestes obertures cal destacar la finestra de sobre de la porta, d'arc conopial i tres arquets horitzontals amb decoració vegetal i geomètrica de pedra sorrenca, la porta de fusta de roure i la finestra balconera, segurament una finestra adaptada al llarg del segle xix.
Davant de la casa es conserva el recinte de l'antiga era de batre i, adossat a la part de ponent, un petit habitacle d'una planta i coberta d'un vessant.

## Història
Encara que existia amb anterioritat la casa es data al segle xvii per les diverses inscripcions que hi ha en aquest sentit. A tocar de la porta, a la dreta a baix, apareix inscrit l'any 1609 i a la llinda la data 18 de novembre de 1659.